# Dao Bandon
Dao Bandon (en tailandés: ดาว บ้านดอน, 4 de enero de 1947, Yasothon), es un cantante, compositor y productor musical del género Luk thung tailandés. Fue popular entre los desde 1970.

## Discografía

### Canciones
- Khon Kee Lang Kway[3][4] (คนขี่หลังควาย)
- Ror Rak Tai Ton Kradoan (รอรักใต้ต้นกระโดน)

### Composición
- Kulab Daeng (Somjit Borthong)
- Namta Loan Bon Khob Tieang (Honey Sri-Isan)
- Jao Bao Hai (Jintara Poonlarp)
- Rak Salai Dok Fai Ban (Jintara Poonlarp)[5][6][7]